# Bruno Schrep
Bruno Schrep (* 8. Oktober 1945 in Wiesbaden) ist ein deutscher Autor und Journalist.

## Leben
Schrep, Sohn eines Kürschnermeisters, lernte zunächst Bankkaufmann in Wiesbaden.
Seine journalistische Karriere begann er als Gerichtsreporter beim Wiesbadener Tagblatt. Nach zwei Jahren in der Politik-Redaktion der Allgemeinen Zeitung in Mainz wurde er 1980 Landeskorrespondent für Rheinland-Pfalz und das Saarland für das Nachrichten-Magazin Der Spiegel. 1986 wechselte er ins Deutschland-Ressort der Hamburger Redaktionszentrale. Seit 1992 schreibt er hauptsächlich längere Reportagen mit gesellschaftlichem Hintergrund. Schrep war mehrere Male für den Egon-Erwin-Kisch-Preis nominiert, 1994 gewann er beim Internationalen Publizistik-Wettbewerb in Klagenfurt für seine Reportage Wir sind die Sündenböcke den Preis des Landes Kärnten. 2006 wurde er für seine Reportage Die letzte Station mit dem Erich-Klabunde-Preis des Deutschen Journalisten-Verbandes Hamburg ausgezeichnet. Er arbeitet und lebt in Hamburg.
Bruno Schrep war ab 2011 mehrere Jahre stellvertretender Vorsitzender seines Heimatvereins SV Wiesbaden.

## Rezeption
Bruno Schrep hat sich auf Reportagen spezialisiert, in denen meist Menschen am Rande der Gesellschaft beschrieben werden. Die wichtigsten seiner Reportagen wurden überarbeitet und in bisher sechs Büchern veröffentlicht. Der Bayerische Rundfunk urteilte in einer Rezension: „Dieser literarische Reporter schreibt in einem makellos präzisen Stil.“

## Werke
- Gefährliche Heimat. Szenen aus einem zerrissenen Land. Quell-Verlag, Stuttgart 1996.
- Alle meine Rosen sind blau. Reportagen aus Deutschland. S. Hirzel Verlag, Stuttgart 2001.
- Jenseits der Norm. Reportagen über Grenzgänger und Außenseiter in Deutschland. S. Hirzel Verlag, Stuttgart 2004.
- Nebenan. Wahre Geschichten. Wallstein Verlag, Göttingen 2009.
- Vor unser aller Augen. Reportagen aus der deutschen Wirklichkeit. S. Hirzel Verlag, Stuttgart 2013.
- Nachts ist jeder ein Feind: Wahre Geschichten. S. Hirzel Verlag, Stuttgart 2019.